# Östavall
Östavall är en ort i  Ånge kommun, Medelpad. Orten, som ligger vid Ljungans utflöde ur Holmsjön, är den största i Haverö socken. 2015 förlorade Östavall sin status som tätort på grund av folkmängden minskat till under 200 personer. Istället avgränsades här en småort.

## Historia
Det finns dokumentation om att Östavall tillkommit cirka 1590. Orten hette då Hofdavall och var nybygge, men redan vid 1607 års jordebok blev Hofdavall lagt som fäbod under byn Vassnäs (ej att förväxlas med Vassnäs, Järpen) på den motsatta sidan av Holmsjön. Vid avvittringen på 1850-talet betecknades Östavall som "finnybygge" under Vassnäs.

### Befolkningsutveckling
| Befolkningsutvecklingen i Östavall 1950–2015                                          | Befolkningsutvecklingen i Östavall 1950–2015 | Befolkningsutvecklingen i Östavall 1950–2015 | Befolkningsutvecklingen i Östavall 1950–2015 | Befolkningsutvecklingen i Östavall 1950–2015 |
| ------------------------------------------------------------------------------------- | -------------------------------------------- | -------------------------------------------- | -------------------------------------------- | -------------------------------------------- |
|                                                                                       |                                              |                                              |                                              |                                              |
| År                                                                                    |                                              |                                              | Folkmängd                                    | Areal (ha)                                   |
| 1950                                                                                  | 1950                                         |                                              | 286                                          | ##                                           |
| 1960                                                                                  | 1960                                         |                                              | 303                                          | 72                                           |
| 1965                                                                                  | 1965                                         |                                              | 262                                          | 72                                           |
| 1970                                                                                  | 1970                                         |                                              | 279                                          |                                              |
| 1975                                                                                  | 1975                                         |                                              | 260                                          |                                              |
| 1980                                                                                  | 1980                                         |                                              | 267                                          |                                              |
| 1990                                                                                  | 1990                                         |                                              | 294                                          | 76                                           |
| 1995                                                                                  | 1995                                         |                                              | 266                                          | 79                                           |
| 2000                                                                                  | 2000                                         |                                              | 254                                          | 90                                           |
| 2005                                                                                  | 2005                                         |                                              | 247                                          | 90                                           |
| 2010                                                                                  | 2010                                         |                                              | 222                                          | 90                                           |
| 2015                                                                                  | 2015                                         |                                              | 191                                          | 83#                                          |
| Anm.: Ej tätort 2015. ## Som tätort/befolkningsagglomeration 1920–1950. # Som småort. |                                              |                                              |                                              |                                              |